# Black Rock (Trinidad und Tobago)
Black Rock ist ein Ort auf Tobago im Karibikstaat Trinidad und Tobago mit etwa 1900 Einwohnern. 

## Geographie
Der Ort liegt im dicht besiedelten Parish Saint Patrick im Südwesten der Insel an der Karibikküste, einen Kilometer südöstlich von Plymouth. Der Name des Ortes rührt von einer kleinen, vorrangig aus dunklem Basalt bestehenden Landzunge her, die die Buchten Great Courland Bay und Stonehaven Bay trennt und um die herum sich Black Rock erstreckt. Der Ort wird von zwei Stränden begrenzt, im Norden vom Turtle Beach mit einer Länge von vier Kilometern, welcher gleichzeitig Brutplatz für Lederschildkröten (Dermochelys coriacea) ist, und im Süden durch die Courland Bay, wegen ihrer Lage unterhalb der ehemaligen Grafton Estates auch Grafton Beach genannt.
Politisch gehört Black Rock zum Wahlbezirk Black Rock/Whim/Spring Garden. Vertreter des Wahlbezirks im Tobago House of Assembly ist seit 2021 Kelvon Morris (PNM).  Die beiden Verwaltungseinheiten (communities) Black Rock und Black Rock/St. Irvine haben zusammen 1923 Einwohner.

## Geschichte
Zwischen 1628 und 1636 errichteten die Holländer, damals Kolonialmacht Tobagos, an der Stelle des heutigen Black Rock die Befestigungsanlage Fort Bennett. In den 1680er-Jahren wurde das Fort von den Machthabern dieser Zeit, den Kurländern, ausgebaut. Anfang des 19. Jahrhunderts erfolgte ein weiterer Ausbau durch die nun über Tobago herrschenden Briten.

## Einrichtungen
Der Fußballverein Black Rock United hat seinen Sitz im Ort. Jährlich findet im Ort das Black Rock Sea Festival, das die Verbundenheit des Orts mit der Fischerei zelebriert.